# 12659 Шлеґель
12659 Шлеґель (12659 Schlegel) — астероїд головного поясу, відкритий 27 жовтня 1973 року.
Тіссеранів параметр щодо Юпітера — 3,514.